# Janne Lundblad
Janne Lundblad (11 de abril de 1887 - 13 de junho de 1957) foi um adestrador sueco, campeão olímpico.

## Carreira
Janne Lundblad representou seu país nos Jogos Olímpicos de 1920 e 1928, na qual conquistou a medalha de ouro no adestramento individual em 1920, e prata por equipes em 1928.